# 耶姆內斯
耶姆內斯（挪威語：Gjemnes）是挪威的一個市镇，位於默勒-魯姆斯達爾郡，行政中心为巴滕菲尤爾瑟拉村。市镇面积为382平方公里，人口数量为2,629人（2020年），人口密度为每平方公里7.1人。